# Mads Pedersen (piragüista)
Mads Brandt Pedersen (Silkeborg, 4 de julio de 1996) es un deportista danés que compite piragüismo en las modalidades de aguas tranquilas y maratón.
Ganó tres medallas en el Campeonato Mundial de Piragüismo entre los años 2021 y 2024, y dos medallas de bronce en el Campeonato Europeo de Piragüismo, en los años 2024 y 2025.
En la modalidad de maratón obtuvo nueve medallas en el Campeonato Mundial de Piragüismo en Maratón entre los años 2019 y 2024, y ocho medallas en el Campeonato Europeo de Piragüismo en Maratón entre los años 2016 y 2024. Además, consiguió cuatro medallas en los Juegos Mundiales, en los años 2022 y 2025.

## Palmarés internacional
| Campeonato Mundial | Campeonato Mundial       | Campeonato Mundial | Campeonato Mundial |
| Año                | Lugar                    | Medalla            | Competición        |
| ------------------ | ------------------------ | ------------------ | ------------------ |
| 2021               | Copenhague (Dinamarca)   | Medalla de bronce  | K1 5000 m          |
| 2023               | Duisburgo (Alemania)     | Medalla de oro     | K1 5000 m          |
| 2024               | Samarcanda (Uzbekistán)  | Medalla de oro     | K1 5000 m          |
| Campeonato Europeo |                          |                    |                    |
| Año                | Lugar                    | Medalla            | Competición        |
| 2024               | Szeged (Hungría)         | Medalla de bronce  | K1 5000 m          |
| 2025               | Račice (República Checa) | Medalla de bronce  | K1 5000 m          |

| Campeonato Mundial | Campeonato Mundial       | Campeonato Mundial | Campeonato Mundial |
| Año                | Lugar                    | Medalla            | Competición        |
| ------------------ | ------------------------ | ------------------ | ------------------ |
| 2019               | Shaoxing (China)         | Medalla de oro     | K1                 |
| 2019               | Shaoxing (China)         | Medalla de plata   | K1 (DC)            |
| 2021               | Bascov (Rumania)         | Medalla de oro     | K1                 |
| 2022               | Ponte de Lima (Portugal) | Medalla de plata   | K1 (DC)            |
| 2022               | Ponte de Lima (Portugal) | Medalla de bronce  | K1                 |
| 2023               | Vejen (Dinamarca)        | Medalla de oro     | K1                 |
| 2023               | Vejen (Dinamarca)        | Medalla de plata   | K1 (DC)            |
| 2024               | Metković (Croacia)       | Medalla de oro     | K1                 |
| 2024               | Metković (Croacia)       | Medalla de oro     | K1 (DC)            |
| Campeonato Europeo |                          |                    |                    |
| Año                | Lugar                    | Medalla            | Competición        |
| 2016               | Pontevedra (España)      | Medalla de bronce  | K2                 |
| 2019               | Decize (Francia)         | Medalla de oro     | K1                 |
| 2022               | Silkeborg (Dinamarca)    | Medalla de oro     | K1                 |
| 2022               | Silkeborg (Dinamarca)    | Medalla de oro     | K1 (DC)            |
| 2023               | Slavonski Brod (Croacia) | Medalla de oro     | K1                 |
| 2023               | Slavonski Brod (Croacia) | Medalla de bronce  | K1 (DC)            |
| 2024               | Poznań (Polonia)         | Medalla de oro     | K1                 |
| 2024               | Poznań (Polonia)         | Medalla de oro     | K1 (DC)            |